# Unió Nacional Lituana
La Unió Nacional Lituana (lituà Lietuvių Tautininkų Sąjunga, LTS o tautininkai) és un partit polític de Lituània. Fou fundat el 1924, quan el Partit del Progrés Nacional (Tautos pažangos partija) es va fusionar amb la Unió Agrària Lituana. Va ser el partit governant de Lituània des del Cop d'estat de 1926 a Lituània fins a l'ocupació soviètica el juny de 1940. El partit es va tornar a establir quan Lituània va declarar la seva independència el 1990.
El partit no gaudia de suport popular i en les eleccions parlamentàries de maig de 1926 només va aconseguir 3 escons de 85. Tanmateix, els seus dirigents Antanas Smetona i Augustinas Voldemaras eren personalitats força populars i influents. El partit era conservador i nacionalista, i insistia en la necessitat d'un exèrcit fort i un líder fort.
Durant el Cop d'estat de 1926 a Lituània va deposar el govern elegit democràticament i va convidar Smetona a ser el nou President de Lituània i Voldemaras el nou Primer Ministre. Els nacionalistes i els democristians formaren un nou govern, però aviat esclataren les tensions perquè els democristians consideraven el cop com una mesura temporal prèvia a noves eleccions al Seimas. L'abril de 1927 Smetona va dissoldre el Seimas i el maig els democristians van dimitir del govern. Els governaren en un règim de partit únic durant tretze anys.
Després que el partit es va tornar a establir el 1990 per Rimantas Smetona, però va exercir un paper cada vegada menor en la política lituana. A les eleccions legislatives lituanes de 1992 només va obtenir 4 escons, a les eleccions de 1996 només en va treure 3 i a les de 2000 no va obtenir representació. El nombre de representants als ajuntaments també ha disminuït: el partit va obtenir 49 consellers el 1995, 23 el 1997, 13 el 2000, 14 el 2002 i 3 el 2007. L'actual president i líder del partit és Gintaras Songalia.
Al 2021 s'integraria al Partit de Centre - Nacionalistes, modificant el nom a la denominació Unió del Poble i la Justícia (Centristes, Nacionalistes).

## Resultats electorals
| Any  | Vots                     | %                        | Escons  | +/– |
| ---- | ------------------------ | ------------------------ | ------- | --- |
| 1992 | Coalició TS-NP           | Coalició TS-NP           | 3 / 141 | Nou |
| 1996 | Coalició TS-LDP          | Coalició TS-LDP          | 1 / 141 | 2   |
| 2000 | Coalició TS-LLL          | Coalició TS-LLL          | 0 / 141 | 1   |
| 2004 | 2,482                    | 0.2 (#15)                | 0 / 141 | =   |
| 2012 | Coalició TS-LCP-LSDS-TVS | Coalició TS-LCP-LSDS-TVS | 0 / 141 | =   |
| 2016 | Coalició TS-JL           | Coalició TS-JL           | 0 / 141 | =   |
| 2020 | Coalició TS-CP           | Coalició TS-CP           | 0 / 141 | =   |